# Пабло Перес
Пабло Перес (ісп. Pablo Pérez, нар. 10 серпня 1985, Росаріо) — аргентинський футболіст, опорний півзахисник клубу «Бока Хуніорс».
Дворазовий чемпіон Аргентини. 

## Ігрова кар'єра
У дорослому футболі дебютував 2007 року виступами за команду клубу «Ньюеллс Олд Бойз», в якій провів два сезони, взявши участь у 26 матчах чемпіонату, після чого віддавався в оренду спочатку до еквадорського «Емелека», а згодом до «Уніона» (Санта-Фе).
2011 року повернувся з оренди до «Ньюеллс Олд Бойз», відіграв за команду з Росаріо наступні три сезони своєї ігрової кар'єри. Більшість часу, проведеного відтоді у складі «Ньюеллс Олд Бойз», вже був основним гравцем команди.
8 січня 2014 року перейшов до іспанської «Малаги», з якою уклав контракт на три з половиною роки. Проте пробитися до основного складу іспанської команди аргентинцю не вдалося і 2015 року він повернувся на батьківщину, ставши гравцем «Бока Хуніорс».

## Титули і досягнення
- Чемпіон Аргентини (3):

«Бока Хуніорс»: 2015, 2016-17, 2017-18
- Володар Кубка Аргентини (1):

«Бока Хуніорс»: 2014-15